# Ana Marwan

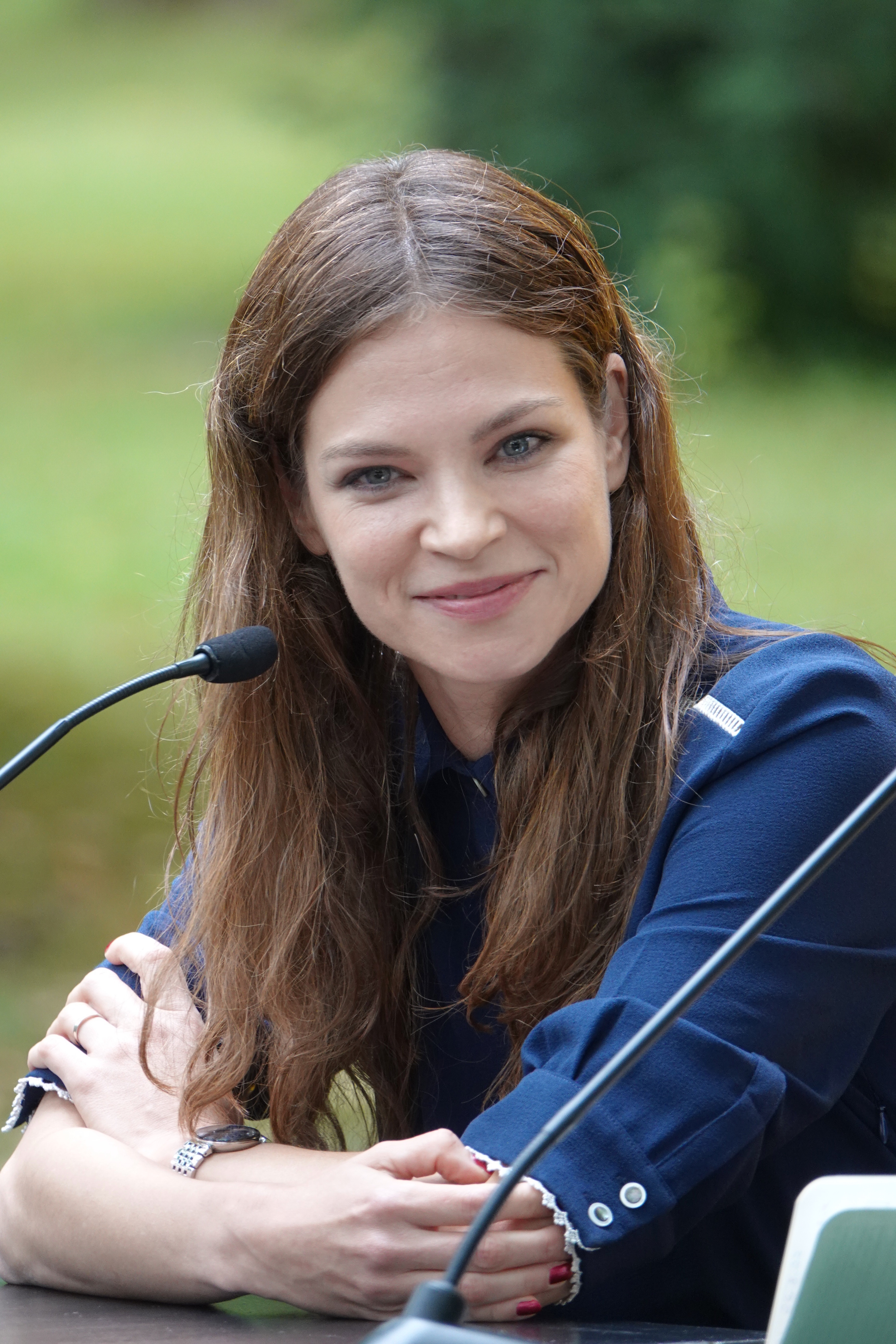
Ana Marwan (2022)

Ana Marwan (* 1980 in Murska Sobota, damalige SFR Jugoslawien) ist eine slowenische Schriftstellerin, die in deutscher und slowenischer Sprache publiziert. Sie lebt in Wien.

## Leben und Werk
Ana Marwan wuchs in Ljubljana auf, wo sie ein Studium der Vergleichenden Literaturwissenschaft absolvierte. Im Alter von 25 Jahren übersiedelte sie nach Wien, wo sie Romanistik studierte. 2008 wurde sie für ihre Kurzgeschichte Deutsch nicht ohne Mühe mit dem Exil-Literaturpreis „Schreiben zwischen den Kulturen“ ausgezeichnet. Der Wettbewerb richtet sich an Autoren mit Migrationserfahrungen, die deutsche Texte mit einer Länge von maximal 20 Seiten einreichen.
Nach verschiedenen Tätigkeiten widmet sich Ana Marwan seit 2014 ausschließlich dem Schreiben und der künstlerischen Fotografie. 2019 erschien im Salzburger Otto Müller Verlag ihr erster Roman mit dem Titel Der Kreis des Weberknechts. Das Buch handelt vom selbsterklärten Misanthropen Karl Lipitsch, der sich von der Menschheit an einen fremden Ort zurückgezogen hat und an einem „allumfassenden“ philosophischen Werk arbeitet. Durch Zufall, möglicherweise, lernt er Mathilde kennen, die den Einsiedler „mit seinen unangenehm charaktermännlichen Rechthabereien“ in ihre Welt hineinzieht und dabei seine Überzeugungen und seine Selbstkontrolle aufbricht. Der Falter urteilte: „[Marwans] Schilderung, wie sich der grantige Mansplainer [...] von seiner vifen Nachbarin Mathilde umgarnen lässt, [entfaltet] fein gesponnenen Witz. Metaphorisch und biologisch ist freilich bei all dem Einwickeln und Spinnweben Obacht geboten: Die titelgebende Familie der Weberknechte kann keine Netze knüpfen. Das ändert nichts daran, dass Marwans Debüt bestens gelungen ist.“
Ihr zweiter Roman mit dem Titel Zabubljena erschien 2021 im renommierten Verlag Beletrina in slowenischer Sprache. Die Protagonistin Rita, die sich – entweder als Angestellte oder Patientin – in einer „Anstalt“ befindet, verbringt ihr Leben mit der gewissenhaften Vivisektion des Herrn Jež, der es bald aufgibt, sich gegen die intensive Beobachtung zu sträuben. Was ihrem Auge entgeht, wird von der Phantasie ausgefüllt, und bald ist die Verflechtung der Personen so eng, dass es schwierig wird, sie zu unterscheiden. Der Roman wurde von der Presse positiv besprochen. So schrieb Veronika Šoster in der Zeitschrift Bukla: „Es ist ein kühner, unkonventioneller Roman, der auf die Verfahren der Postmoderne zurückblickt, sie aber auf ganz eigene Weise verdreht [...] Trotz seiner sperrigen Handlung ist der Roman eine subtile Studie über Haltungen und Gewohnheiten, Wünsche und Reue - alles, was uns zu Menschen macht.“ Für Zabubljena erhielt Ana Marwan den Kritiško-sito-Preis. 2023 erschien die deutsche Übersetzung Verpuppt in der Übersetzung von Klaus Detlef Olof.
2022 nahm Ana Marwan auf Einladung des Jurors Klaus Kastberger an den 46. Tagen der deutschsprachigen Literatur in Klagenfurt teil. Dort wurde sie für ihren Prosatext Wechselkröte mit dem Ingeborg-Bachmann-Preis ausgezeichnet. Im selben Jahr folgte sie Karl-Markus Gauß als Herausgeberin der Zeitschrift Literatur und Kritik nach.

## Auszeichnungen

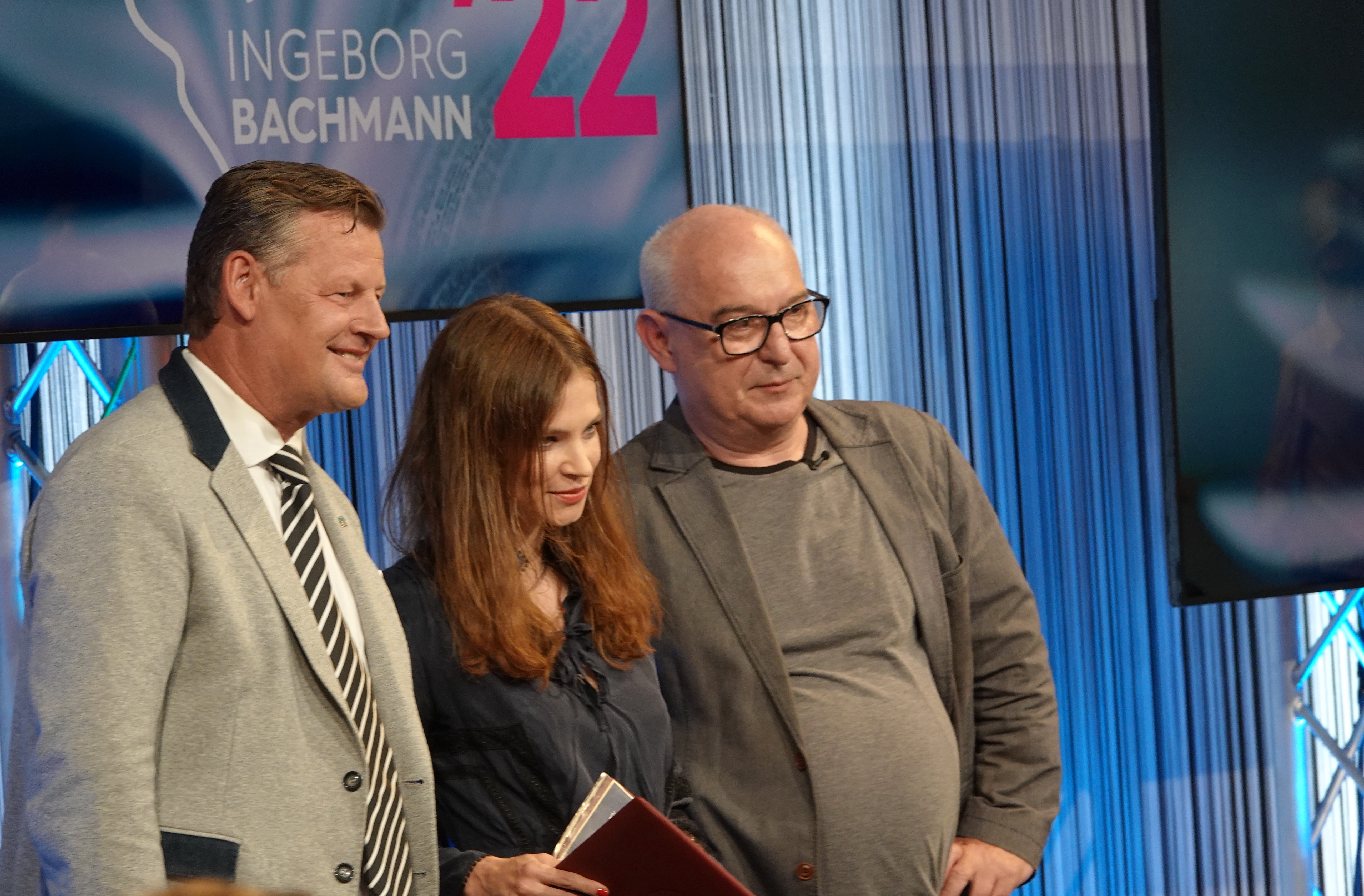
Ingeborg-Bachmann-Preis 2022, links Bürgermeister Christian Scheider, rechts Juror Klaus Kastberger

- 2008 Exil-Literaturpreis „Schreiben zwischen den Kulturen“ (für Deutsch nicht ohne Mühe)
- 2019 Das Debüt – Bloggerpreis für Literatur (Nominierung auf der Shortlist; mit Der Kreis des Weberknechts)
- 2022 Kritiško sito-Preis (slowenischer Kritikerpreis für das beste Buch 2021; für Zabubljena)
- 2022 Ingeborg-Bachmann-Preis (für Wechselkröte)[10]

## Werke (Auswahl)
- Deutsch nicht ohne Mühe. In: Christa Stippinger (Hrsg.): Preistexte 08. Das Buch zu den Exil-Literaturpreisen Schreiben zwischen den Kulturen. Edition Exil, Wien 2008, ISBN 978-3-901899-30-0.
- Der Kreis des Weberknechts. Otto Müller Verlag, Salzburg 2019, ISBN 978-3-7013-1271-9.
  - slow. Übersetzung: Lipitsch. Beletrina, Ljubljana 2023. Übersetzt von Mojca Kranjc.
- Zabubljena. Beletrina, Ljubljana 2021, ISBN 978-961-284-733-3.
  - dt. Übersetzung: Verpuppt. Übersetzt von Klaus Detlef Olof. Otto Müller Verlag, Salzburg 2023, ISBN 978-3-7013-1302-0.
- Reise nach K. In: Helmut Neundlinger (Hrsg.): Hier ist Literatur! Reisen zu literarischen Erinnerungsorten in Niederösterreich. Literaturedition Niederösterreich, St. Pölten 2022, ISBN 978-3-902717-65-8.
- Sei Erich. Edition Thurnhof, Horn 2024, ISBN 978-3-900678-62-3.